# Purulia (Distrikt)
Der Distrikt Purulia (bengalisch পুরুলিয়া জেলা Puruliẏā jelā) ist Teil des indischen Bundesstaats Westbengalen. Die Hauptstadt ist die gleichnamige Stadt Purulia.

## Geografie

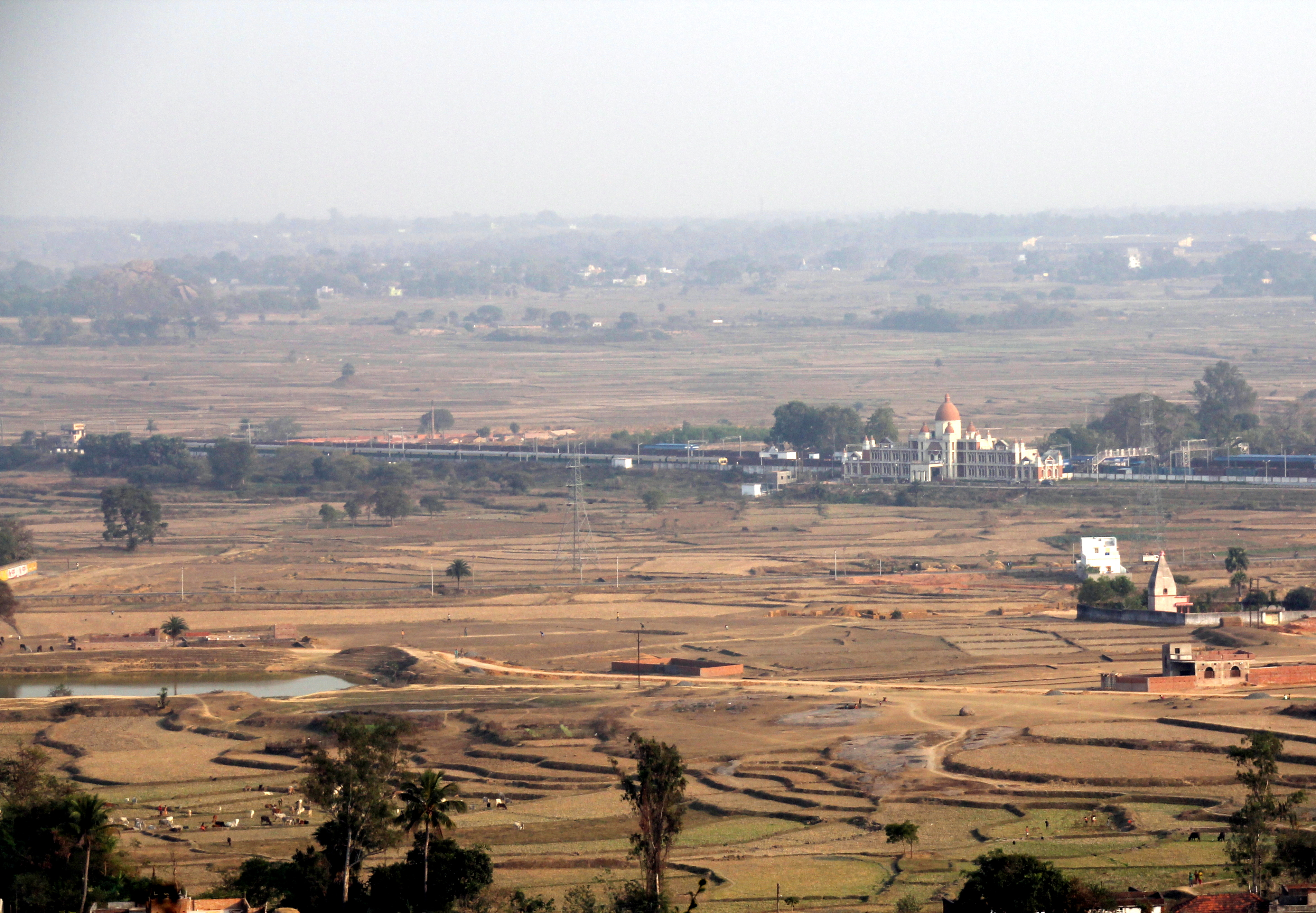
Landschaft bei Raghunathpur

Der vom Kangsabati-River und weiteren kleinen Flüssen durchflossene Distrikt Purulia grenzt im Süden, Westen und Nordwesten an den  Bundesstaat Jharkhand, im Nordosten an den Distrikt Bardhaman sowie im Osten und Südosten an die Distrikte Bankura bzw. Pashchim Medinipur. Die durchschnittliche Höhe liegt bei ca. 250 m ü. d. M.; die felsige Hügelkette der Ayodhya-Hills ragt jedoch bis über 650 m in die Höhe.; das Klima ist meist schwül und vor allem in den Monsunmonaten Juni bis Oktober auch regenreich.

## Geschichte
Das fruchtbare Schwemmland im Gangesdelta hat die Menschen bereits früh zur Sesshaftigkeit veranlasst, doch finden sich die ältesten Zeugnisse menschlicher Existenz eher in den höher gelegenen Gebieten Westbengalens. Seit dem Mittelalter existieren vereinzelte Quellen, doch auch nach der Ankunft des Islam im 13. und 14. Jahrhundert blieb die vergleichsweise dünn besiedelte und nur wenig fruchtbare Landschaft weitgehend außerhalb der Interessensphäre der Eroberer – es gibt zwar einige ältere Hindu- oder Jain-Tempel, doch keine historischen Moscheen. Im Jahr 1576 geriet Bengalen unter die Kontrolle des Mogulreichs, und später der Nawabs von Bengalen, deren Herrschaft im 18. Jahrhundert nach der Schlacht bei Plassey (1756) durch die der Britischen Ostindien-Kompanie abgelöst wurde.
Die Ostindien-Kompanie baute nach und nach Verwaltungsstrukturen in den neu gewonnenen Gebieten auf. Im Jahr 1773 entstand der Distrikt Panchet und aus Teilen davon 1805 der Distrikt Jungle Mahals („Dschungel-Herrschaften“), der neben dem Gebiet von Purulia auch noch weite Gebiete des heutigen Jharkhand und Bihar umfasste. Im Jahr 1833 wurde der Distrikt Jungle Mahals aufgelöst und durch den 7896 Quadratmeilen (20.451 km²) messenden Distrikt Manbhum mit Verwaltungssitz in Manbazar ersetzt, der Teile der heutigen Distrikte Bankura, Bardhaman, Dhanbad und Seraikela–Kharsawan im heutigen Westbengalen und Jharkhand einschloss. Verwaltungssitz des Distrikts wurde ab 1838 der Ort Purulia. Es folgten weitere Verwaltungsreformen in den Jahren 1845, 1846, 1871 und zuletzt 1879, die den Distrikt Manbhum zuletzt auf 4112 Quadratmeilen verkleinerten. Als am 22. März 1912 die neue Provinz Bihar and Orissa aus der Präsidentschaft Bengalen herausgelöst wurde, wurde Manbhum einer der Distrikte von Bihar and Orissa und als diese am 1. April 1936 in die Provinzen Bihar und Orissa getrennt wurde, kam Manbhum zu Bihar.

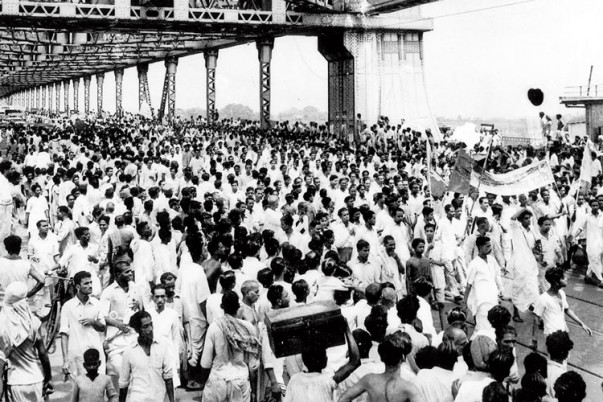
Für den Anschluss Purulias an Westbengalen demonstrierende Bewohner auf der Howrah Bridge (1956)

Nach der Unabhängigkeit Indiens 1947 entstand aus der Provinz Bihar der Bundesstaat Bihar. Die Bewohner Purulias sprachen überwiegend Bengalisch bzw. Manbhumi (einen bengalischen Dialekt) und fühlten sich der bengalischen Kultur zugehörig, während im Bundesstaat Bihar eine starke Tendenz bestand, Hindi zur alleinigen Amtssprache zu machen. Es entstand in Analogie zur ostpakistanischen bengalischen Sprachbewegung eine „Manbhum-Sprachbewegung“ (Bhasa Andolon), die den Anschluss der bengalischsprachigen Grenzgebiete Bihars an den Bundesstaat Westbengalen anstrebte. Dies wurde letztlich im Bihar and West Bengal (Transfer of Territories) Act, 1956, der parallel zum States Reorganisation Act 1956 die Grenzen der Bundesstaaten neu nach linguistischen Kriterien ordnete, umgesetzt. Der Distrikt Manbhum wurde geteilt. Aus dem westlichen, bei Bihar verblieben Teil entstand der Distrikt Dhanbad und aus dem östlichen, 2.407 Quadratmeilen mit der Distrikthauptstadt Purulia und 17 Polizeistationen (Thanas) umfassenden Teil wurde am 1. November 1956 der Distrikt Purulia gebildet, der zu Westbengalen kam.

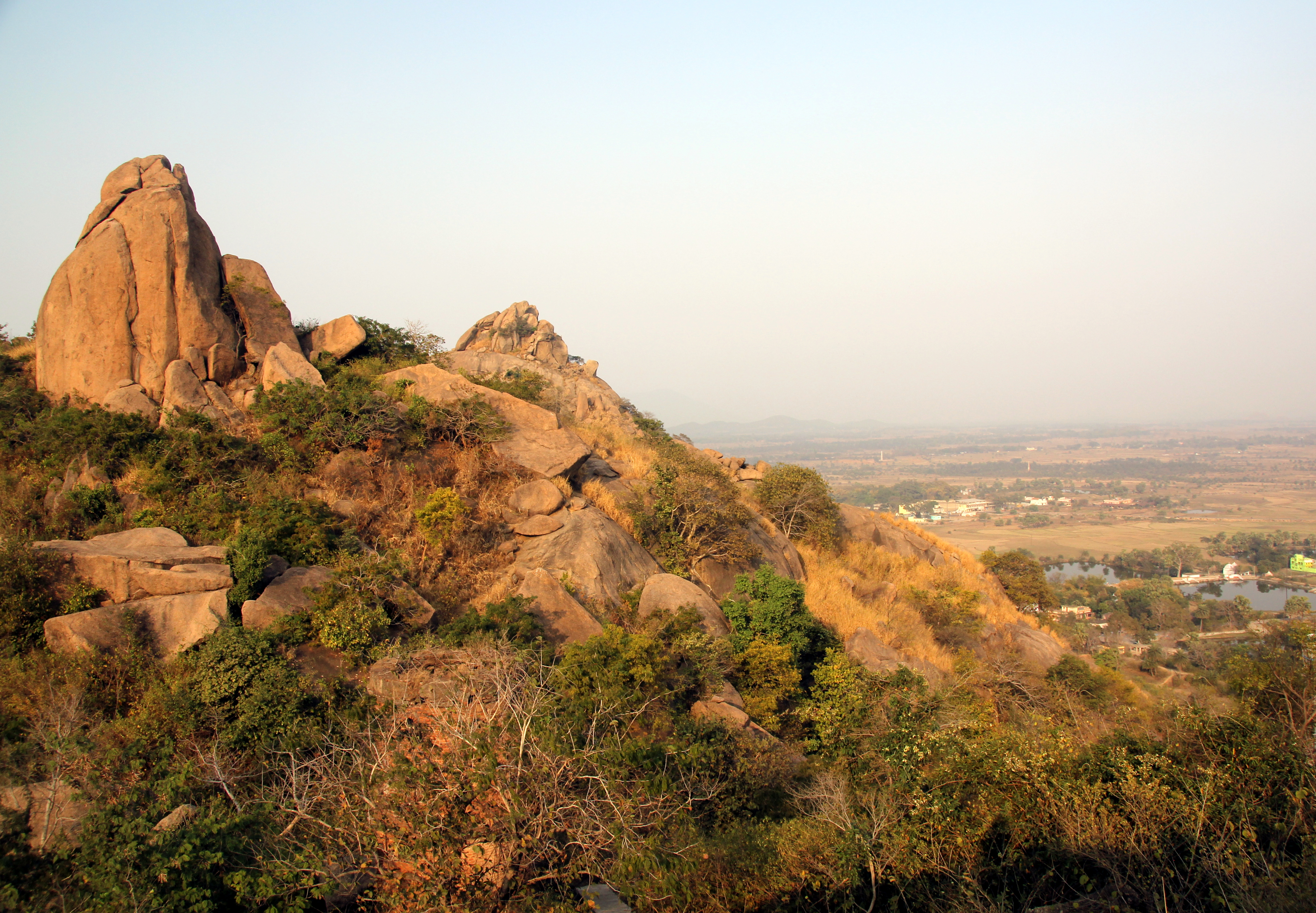
Joychandi-Rocks

## Bevölkerung

### Einwohnerentwicklung
Schon in den ersten Jahrzehnten des 20. Jahrhunderts wuchs die Bevölkerung ziemlich schnell. Seit der Unabhängigkeit Indiens hat sich die Bevölkerungszunahme beschleunigt. Während die Bevölkerung in der ersten Hälfte des 20. Jahrhunderts um rund 50 % zunahm, betrug das Wachstum in den fünfzig Jahren zwischen 1961 und 2011 115 %. Die Bevölkerungszunahme zwischen 2001 und 2011 lag bei 15,52 % oder rund 394.000 Personen.
| Jahr      | 1901    | 1911    | 1921    | 1931    | 1941      | 1951      | 1961      | 1971      | 1981      | 1991      |
| Einwohner | 777.801 | 884.372 | 831.497 | 972.077 | 1.088.201 | 1.169.097 | 1.360.016 | 1.602.875 | 1.853.801 | 2.224.577 |

### Soziale Schichtung, Ethnien
Nach der Volkszählung 2011 gab es 567.767 (19,38 %) Angehörige der scheduled castes und 540.652 (18,45 %) Angehörige der registrierten Stammesbevölkerung (scheduled tribes). Zu ihnen gehören in Westbengalen 40 Volksgruppen. Mehr als 5000 Angehörige zählen die Santal (339.054 Personen oder 11,57 % der Distriktsbevölkerung), Bhumij (104.570, 3,57 %) und Kora (33.266, 1,14 %), Munda (10.221, 0,35 %) und Mahali (10.119, 0,35 %).

### Größere Orte
Im Distrikt gab es beim Zensus 2011 28 Orte, die als städtische Siedlungen galten: 3 municipalities (M) und 25 census towns (CT). Der Anteil der städtischen Bevölkerung im Distrikt war jedoch mit 12,74 % (373.314 von 2.930.115 Einwohnern) verhältnismäßig gering. Die drei municipalities waren Raghunathpur (25.561 Einwohner), Jhalda (19.544 Ew.) and Purulia (121.067 Ew.). Der mit weitem Abstand größte Ort war Purulia.
Die registrierten Stammesgemeinschaften haben mit Ausnahme der Kleinstädte Par Beliya und Saltor nur geringe Anteile in den Städten und ihre Hochburgen in den Blocks Bundwan (51,86 %), Manbazar II (48,97 %), Santuri (31,97 %) und Balarampur (31,71 %).

## Verwaltung
Der Distrikt ist in die vier Subdivisionen Jhalda, Manbazar, Purulia Sadar und Rahunathpur aufgeteilt. Diese wiederum sind weiter in insgesamt 23 Blocks und 3 kreisfreie Städte (Municipalities; Jhalda, Purulia und Raghunathpur) und 170 Gram Panchayat (Dorfverwaltungen) in 2667 Dörfern gegliedert.

## Wirtschaft
Der Distrikt ist immer noch in hohem Maße landwirtschaftlich orientiert; wobei jedoch wegen der relativen Höhenlage der Distrikt trockener und damit weniger ertragreich ist als das übrige Westbengalen. Es gibt jedoch eine wirtschaftlich bedeutende Seidenverarbeitung sowie mehrere Zementwerke. Die Hügelketten (hills) des Distrikts ziehen Ausflügler aus dem ansonsten flachen Süden Westbengalens an, die sich auch mit hier gefertigten Souvenirs (v. a. Lackarbeiten) eindecken.

## Sehenswürdigkeiten
Hauptsehenswürdigkeiten des Distrikts sind die Deul-Tempel von Para, Banda, Pakbirra und Deulghata; diese stammen allesamt aus dem Mittelalter und der frühen Neuzeit und sind in hohem Maße von der Architektur Odishas beeinflusst. Das ehemalige Fort Garh Panchakot liegt im äußersten Norden des Distrikts; hier befinden sich mehrere Bengalische Tempel aus dem 17. und 18. Jahrhundert.

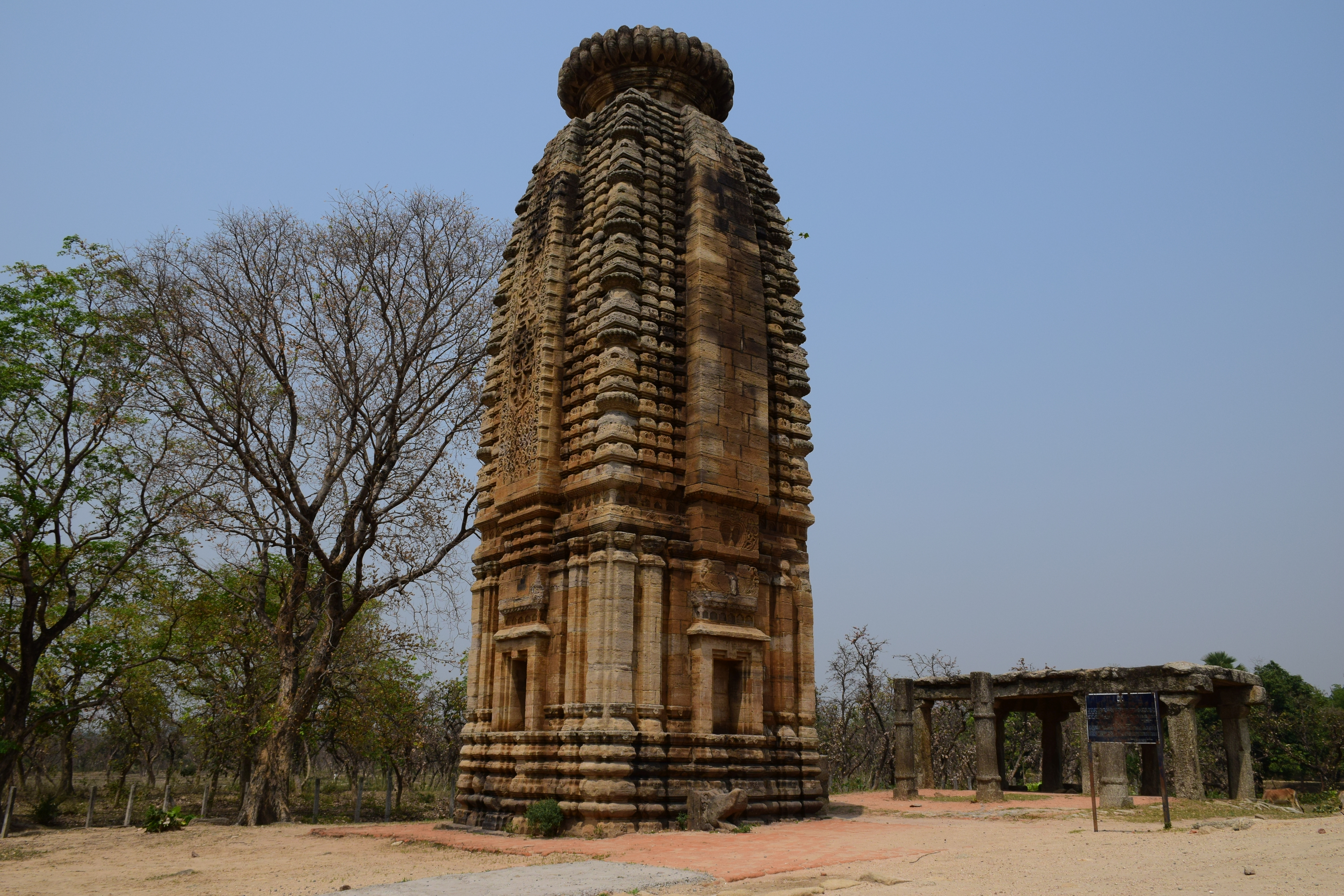
Banda, Deul-Tempel
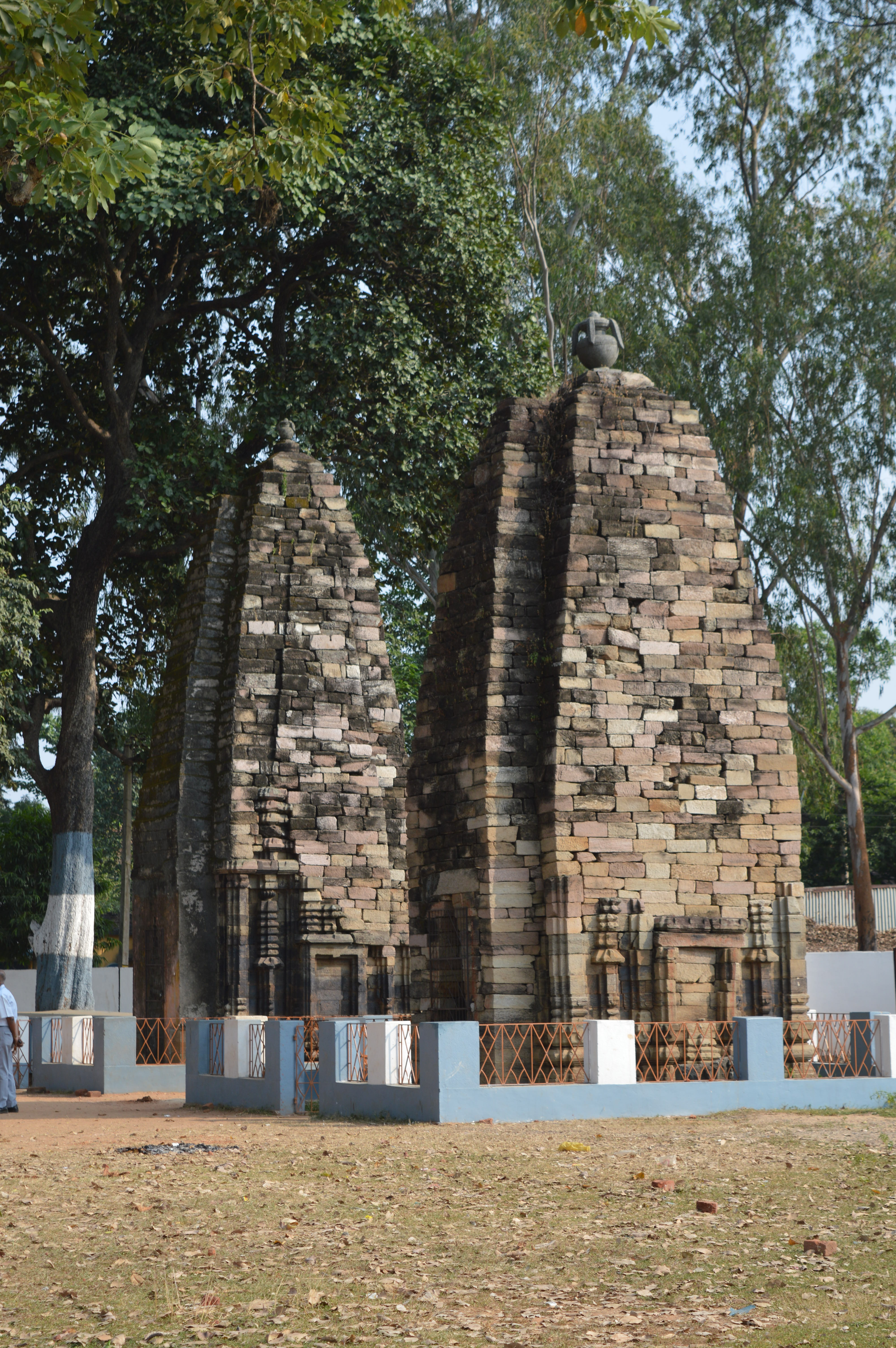
Pakbirra, Jain-Tempel
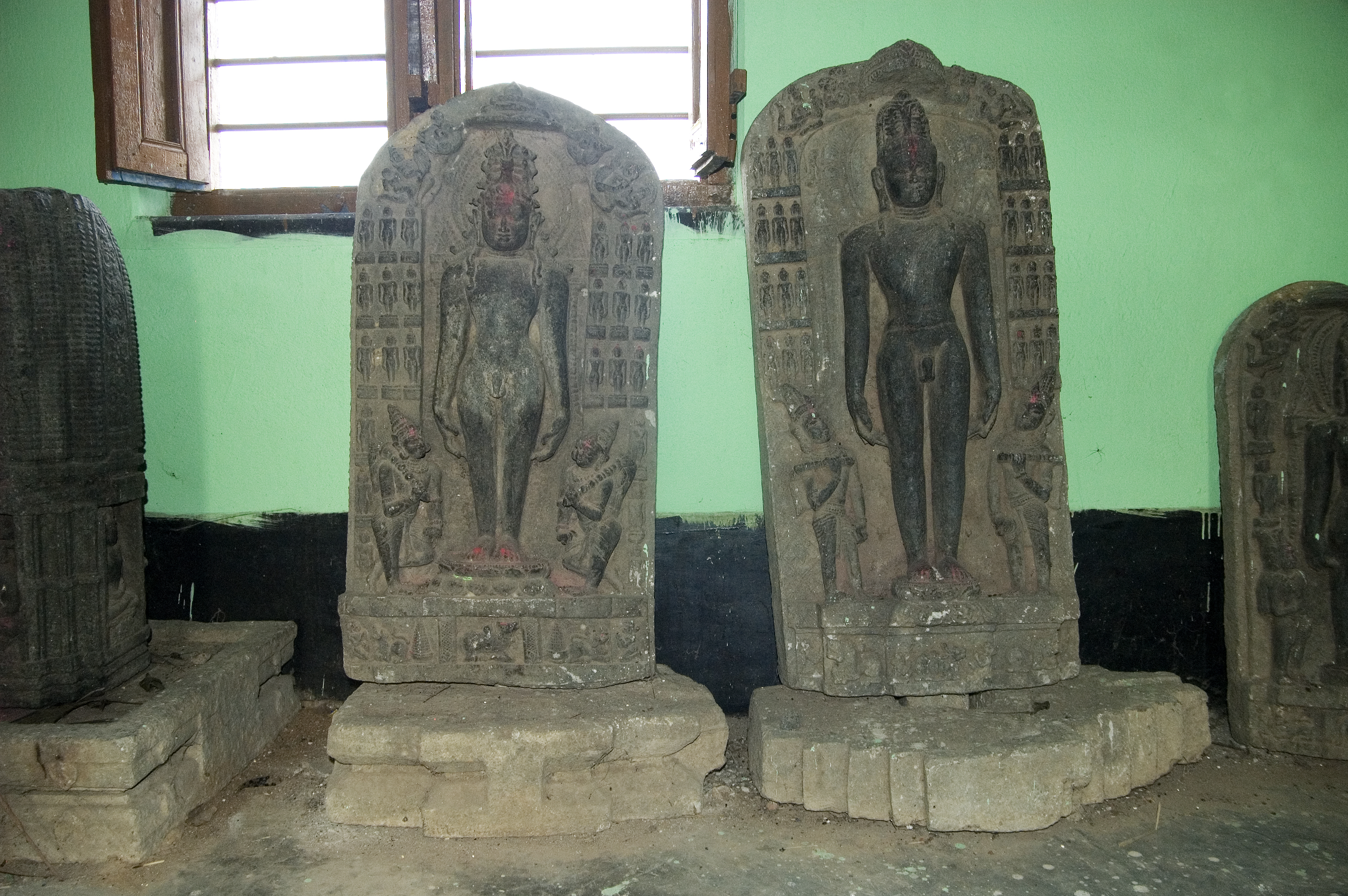
Pakbirra, Votiv-Tempel und Jain-Skulpturen
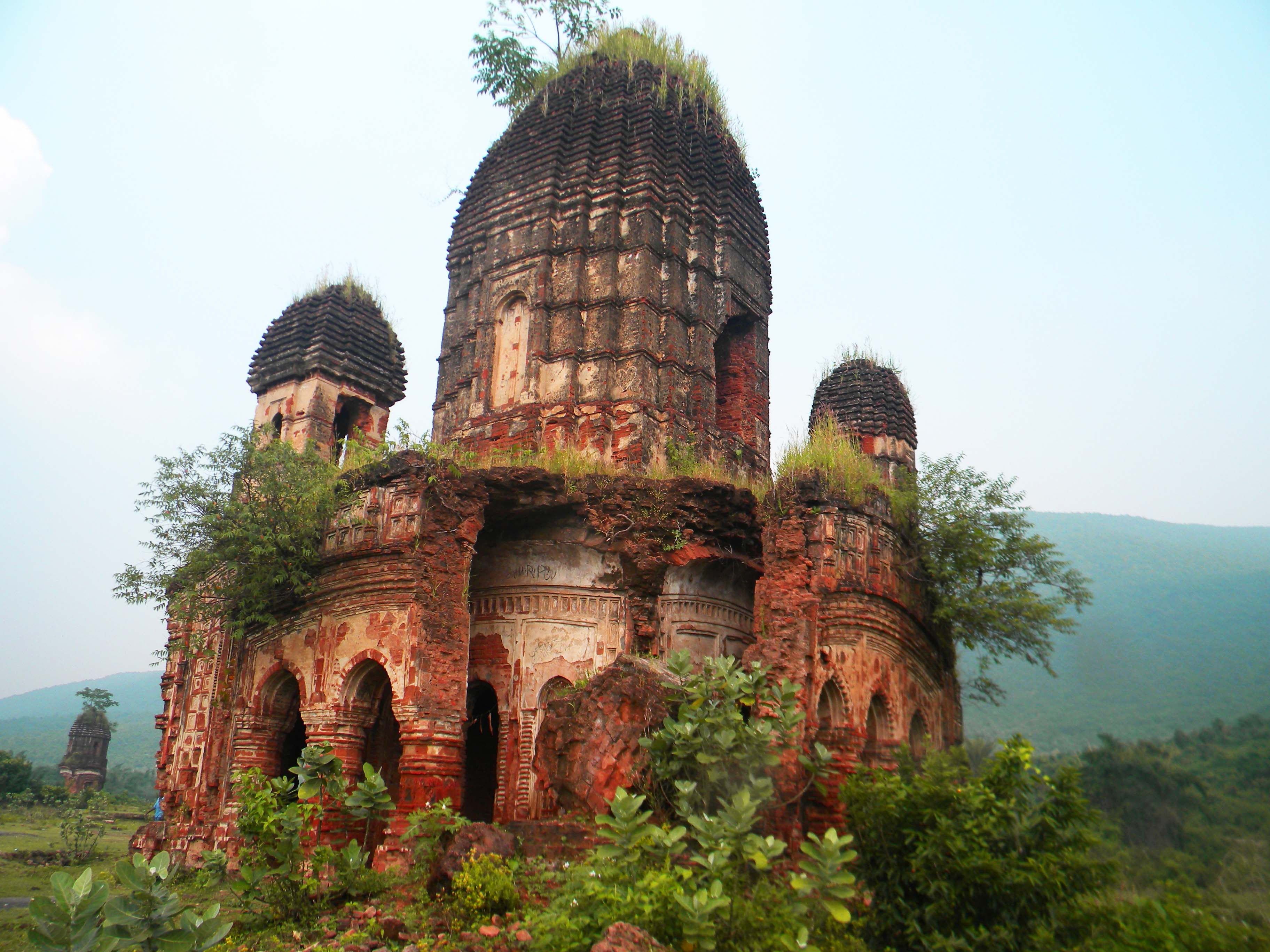
Garh Panchakot, Tempelkomplex
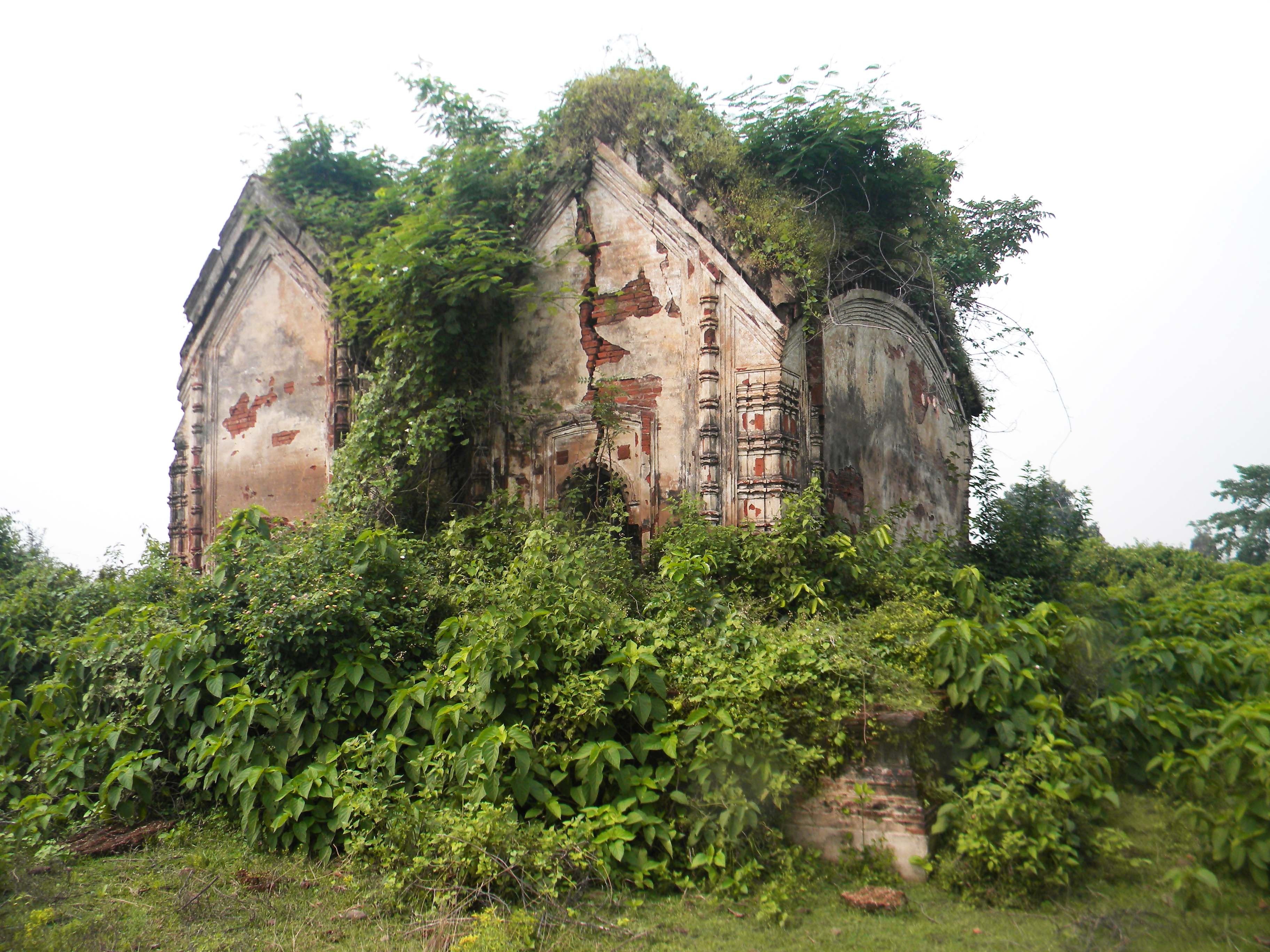
Garh Panchakot, Jor-Bangla-Tempel